# Abbaye Notre-Dame de Magdebourg

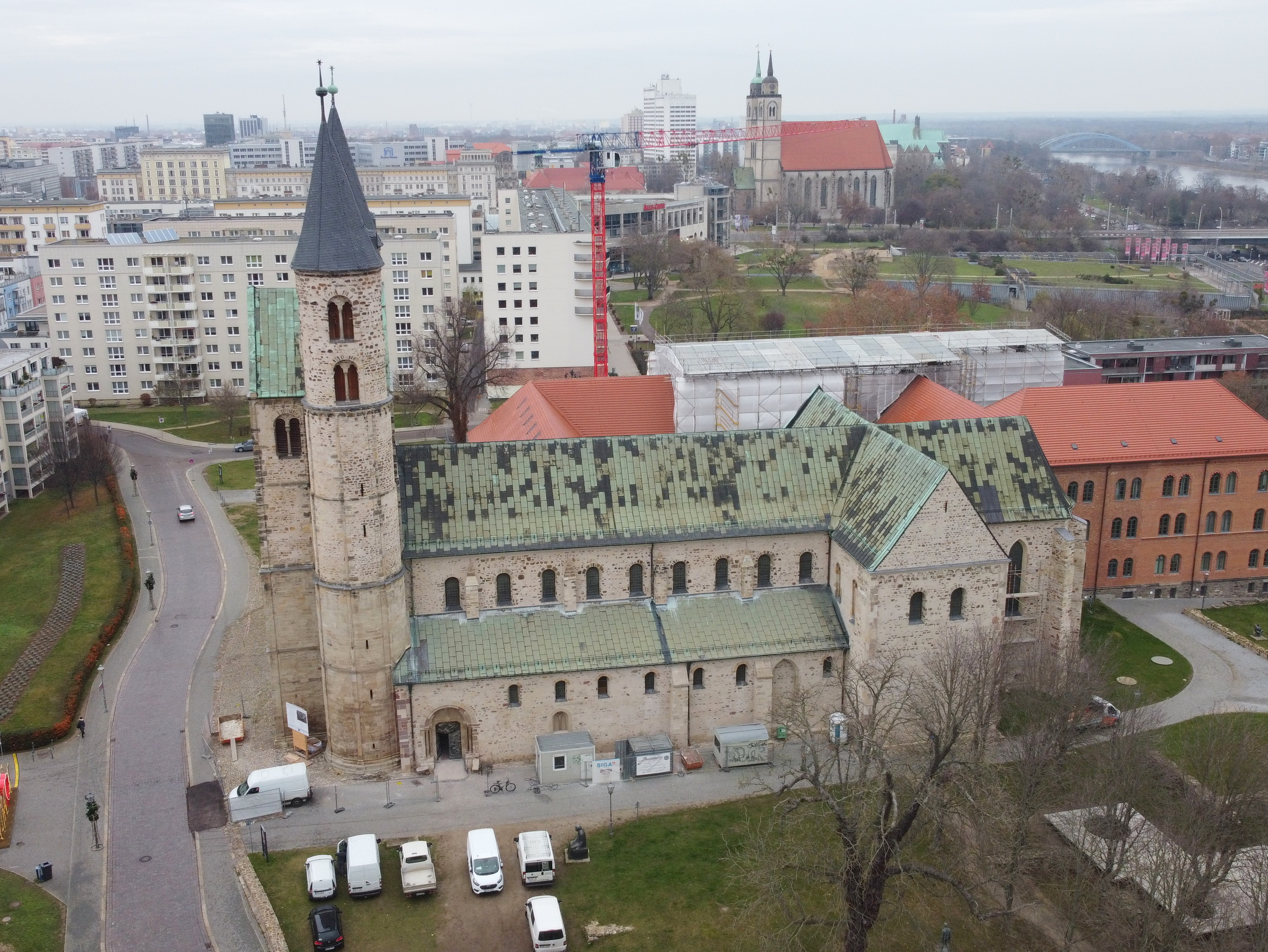
L'abbatiale Notre-Dame.

L'abbaye Notre-Dame de Magdebourg (Kloster Unser Lieben Frauen, Marienstift ou Liebfrauenstift) compte au nombre des complexes romans les plus représentatifs d'Allemagne. Elle se trouve dans l'Altstadt de Magdebourg, à deux pas de la cathédrale. Ses locaux abritent aujourd'hui le musée municipal des Beaux Arts de Notre-Dame et un auditorium.

## Histoire

### La fondation de la collégiale (vers 1015)
Une première congrégation de chanoines a été instituée entre 1015 et 1018 par l'archevêque de Magdebourg Géron (de) pour administrer la collégiale Sainte-Marie (Marienstift). Les premiers bâtiments ont certainement été des édifices en charpente ; il est certain, en tous cas, que l'acte de fondation qui nous est parvenu est un document apocryphe. L'archevêque Werner fit reconstruire l'abbaye en 1063-64 : c'était une basilique couverte à trois nefs, où furent inhumés l'archevêque Werner lui-même (1078) puis l'archevêque Henri Ier d'Assel (de) (1107). La construction connut une longue interruption, et ne fut achevée que sous l'épiscopat de Norbert de Xanten.

### La congrégation des Prémontrés (1129)

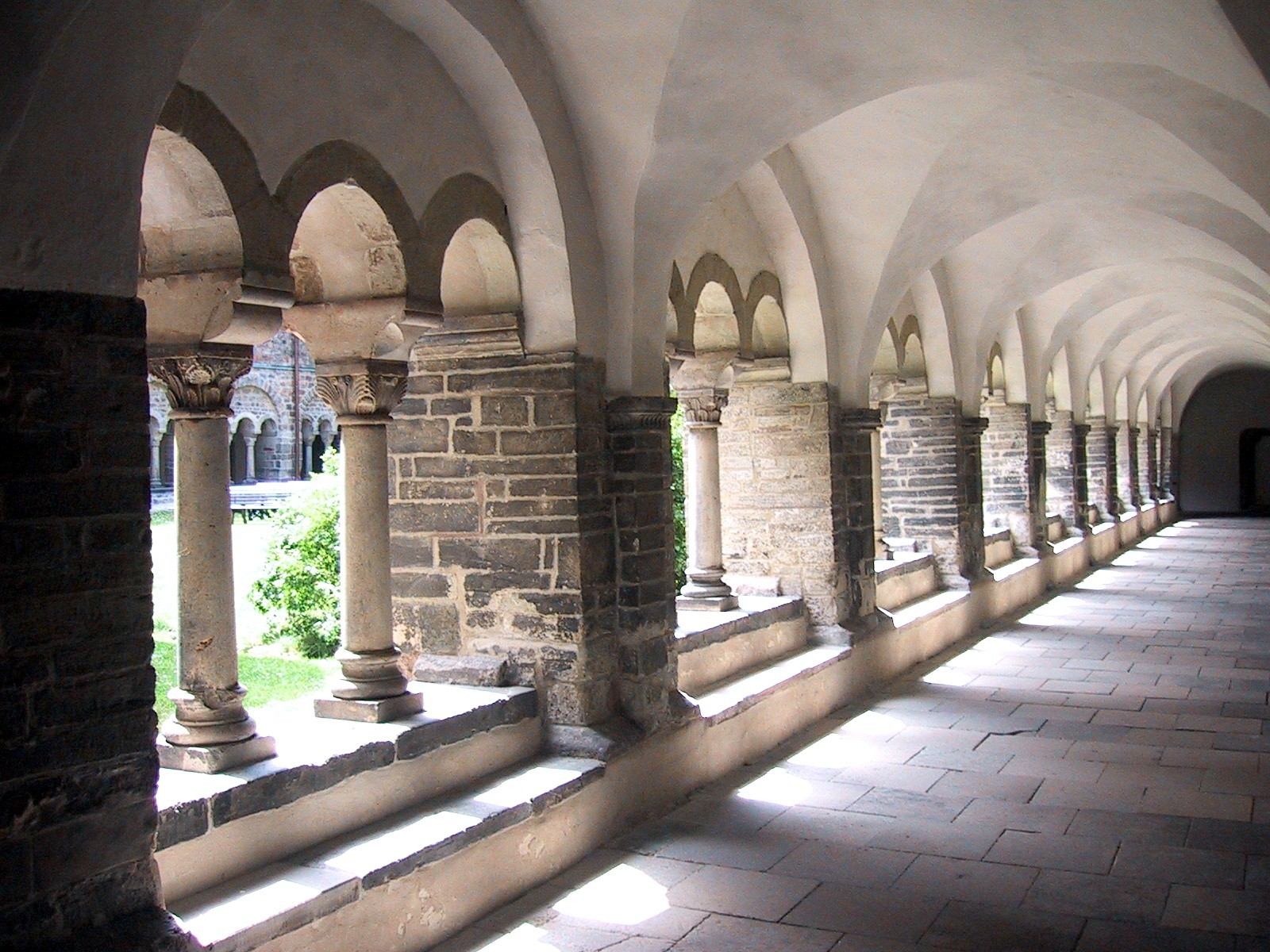
La galerie du cloître.

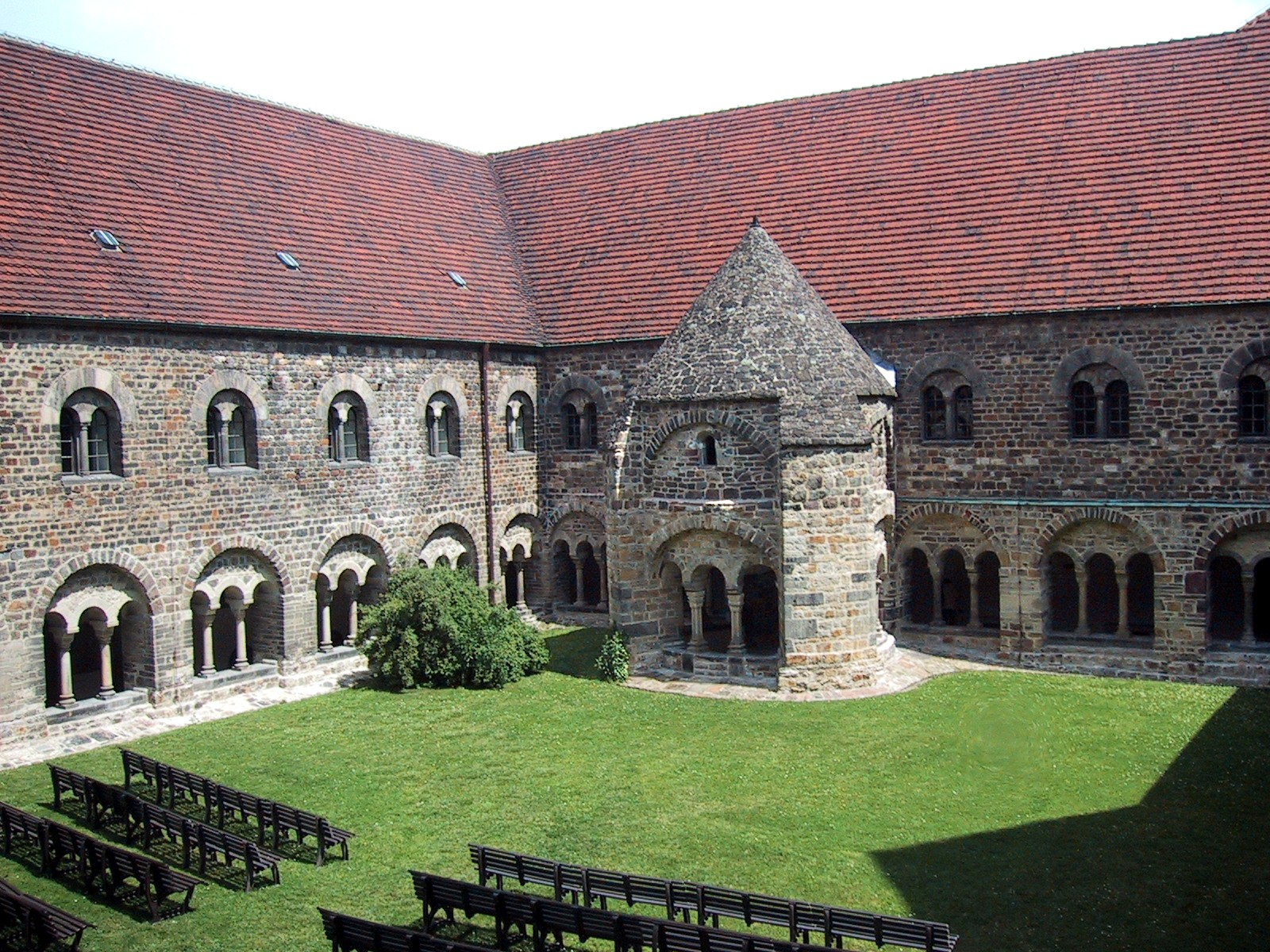
Le jardin du cloître et le lavoir.

En 1129, le nouvel archevêque Norbert de Xanten confia l'abbaye, érigée en prévôté par le pape Honorius II, au tout nouvel ordre des Prémontrés, la faisant pratiquement tête de pont de cet ordre pour toute l'Europe orientale. La chapelle fut parachevée par l'érection des deux tours de façade. La clôture fut aménagée d'un cloître à deux niveaux, d'un lavoir et d'un réfectoire chauffé. En 1130, la congrégation hérita de l'Hospice Alexius. Norbert de Xanten fut inhumé en 1134 devant le maître-autel. En 1151, sous le règne d'Albert l'Ours, l'abbaye obtint plusieurs villages comme bénéfice. Avec l'expansion de l'ordre, l'abbaye comptait dès 1180 un réseau de 16 abbayes sœurs.
L'abbaye fut naturellement touchée par le grand incendie de Magdebourg de 1188 : c'est à la suite des travaux de reconstruction que prit naissance la chapelle-haute (Hochsäulige Kapelle) en continuité de la contre-abside nord. Aux colonnes de la nef, on substitua des piliers, en conservant autant que possible les chapiteaux d'origine. La cathédrale ayant été frappée d'un nouvel incendie le Vendredi saint 1207, la chapelle de l'abbaye servit de cathédrale : c'est en ce lieu que l'archevêque Albert de Käfernburg célébra la messe de Pâques et qu'en 1211, il prononça l’anathème proféré contre Otton IV par le pape. Des éléments de style gothique apparaissent entre 1220 et 1240 : croisée d'ogives le long de la nef et voûtes d'arête dans les collatéraux, sans toutefois altérer le caractère roman de l'édifice.
En 1293, la prévôté Notre-Dame fut, comme les autres abbayes de la région (Brandebourg (de), Broda (de), Gottesgnaden (de), Gramzow, Havelberg (de), Jerichow (de), Kölbigk, Leitzkau (de), Mildenfurth (de), Pöhlde, Quedlinbourg, Ratzebourg, Roda, Stade et Themnitz) rattachée au Brandebourg. En 1349, l'archevêque Othon de Magdebourg la plaça sous la protection de l'église Saint-Ulrich-et-Levin de Magdebourg, soumettant par là la congrégation à la charte urbaine.
Le dortoir, incendié en 1445, fut reconstruit, ainsi que le chœur (1500), dont les baies furent agrandies. Simultanément, l'abbaye se dotait d'une des premières imprimeries (signalée dès 1504). Pour attirer davantage de pèlerins, une chapelle fut édifiée en 1506 au milieu du cimetière, avec une auberge (1510). Les voûtes de son cellier ont été préservées.

### Réforme

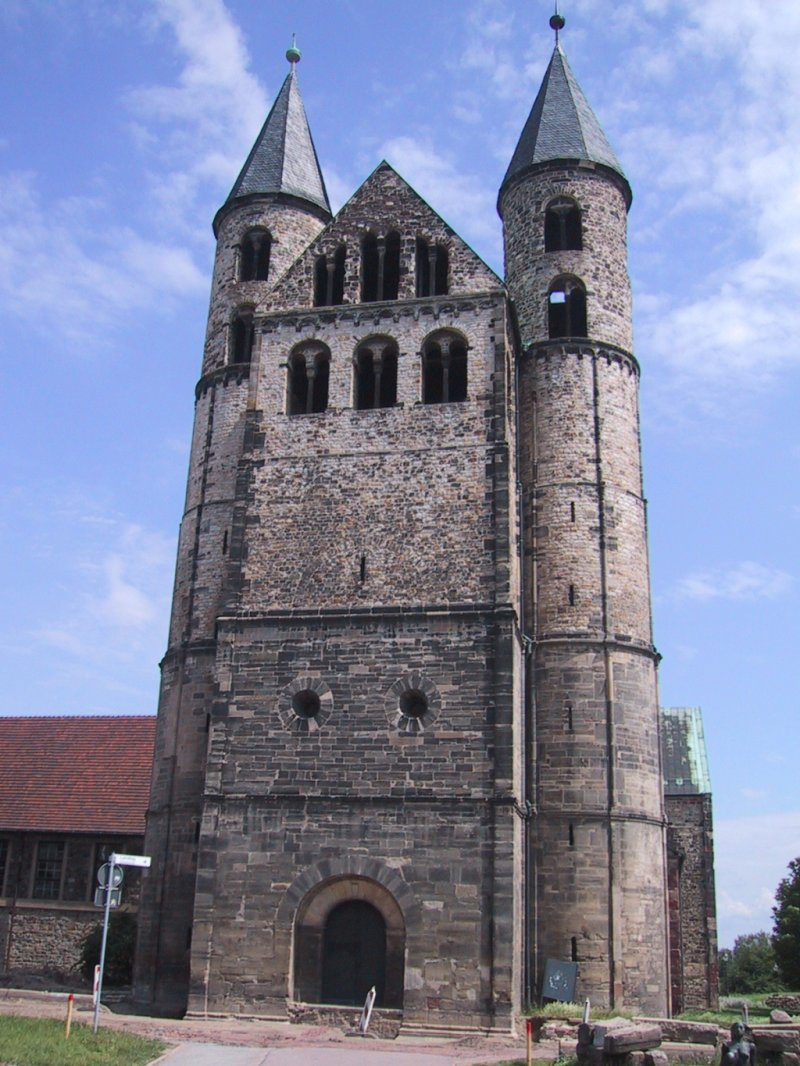
L'abbatiale Sainte-Marie

Lors de la Réforme, l'abbaye, loin de se rallier au mouvement protestant pourtant dominant en ville, demeura fidèle à la foi catholique, et c'est ainsi que Rome la délia finalement en 1524 de la tutelle des paroisses Saint-Jean de Magdebourg et Saint-Ulrich-et-Levin. Elle fut pillée au cours de la guerre de Smalkalde (1546-47), et l'entretien de la chapelle Sainte-Marie, désacralisée, incomba jusqu'en 1558 au conseil des échevins ; mais dès 1555, la Paix d'Augsbourg enjoignait aux chefs protestants de rétablir l'immunité des chanoines, et les échevins leur restituèrent les clefs du domaine en 1558. Pourtant la situation de la minorité catholique en ville demeurait précaire, si bien qu'en 1570, les Prémontrés décidèrent de renoncer au port de leur bure blanche distinctive. En 1582, le pape Grégoire XIII proclama la canonisation du champion de l'ordre, Norbert von Xanten, inhumé dans la chapelle, mais il fallut transférer les cendres du prélat, gisant dans la moitié ouest de la crypte : l’emplacement fut conservé par une plaque commémorative en marbre.
La chapelle Sainte-Marie ne rouvrit ses portes que le 25 mars 1591, pour donner tribune au prêcheur protestant Siegfried Sack (de). Le dernier prévôt catholique étant mort en 1597, les derniers moines quittèrent le domaine le 4 avril 1601, abandonnant les reliques de Saint Norbert. Ce n'est qu'au début de la guerre de Trente Ans (en 1626) que l'abbé de Strahov, Gaspard de Questenberg, se rendit à Magdebourg au beau milieu du siège de la ville par Wallenstein, pour transférer les ossements de Norbert à Prague,. Cet abbé obtint même la restitution de l'abbaye aux Prémontrés par décret impérial (1628) ; et en effet, trois chanoines venus de Bohême et six venus des Provinces-Unies vinrent s'y établir. L'abbaye fut à peine touchée par le sac de Magdebourg (10 mai 1631) : le général de Tilly avait donné des ordres spéciaux pour sa protection ; mais les pères durent derechef quitter l'endroit l'année suivante, non sans emmner par devers eux les livres et les archives de l'abbaye.
Les déprédations avaient laissé les temples protestants en ruine, et c'est pourquoi, de 1639 à 1645, les échevins décidèrent de réoccuper l'abbaye. De leur côté, les chanoines prémontrés confièrent en 1642 la charge de prévôt à Ernestus Bake, bien qu'il eût renoncé à la règle de l'ordre : il exerça cette fonction jusqu'en 1646. Enfin en 1650, l'électeur Frédéric-Guillaume reprit le domaine et son successeur invita en 1689 les Prémontrés du Palatinat rentrés à Magdebourg (Pfälzer) à reprendre possession de l'abbatiale Sainte-Marie. Ils firent reconstruire la grande abside et le mur méridional du chœur entre 1696 et 1700, y ménageant de grands vitraux en arc brisé.

### Conversion en institution scolaire: la naissance duPaedagogium
Sur proposition du prieur des Prémontrés, Burchard Müller, les Pfälzer ouvrirent une école religieuse le 1er juin 1698 ; elle s'adjoignit une bibliothèque (1700) et prit en 1718 le nom de Paedagogium. Le prince Léopold d'Anhalt-Dessau fit paver les rues menant à cette école. Puis en 1746, un pensionnat, le Mittelhaus, fut construit au nord de la clôture. Gotthilf Sebastian Rötger (de), nommé prévôt et directeur spirituel de l'abbaye en 1780, modernisa les méthodes pédagogiques, donnant à l'établissement une réputation pan-régionale. Il appela en 1800 Friedrich August Göring (de) comme recteur. Parmi les élèves du Paedagogium, on trouve l'écrivain Carl Leberecht Immermann (de 1807 à 1813), le philologue Hermann Paul et le dramaturge Georg Kaiser. En 1814, Magdebourg fut occupée par les Français et les débris de la Grande Armée firent de l'abbaye une caserne de cavalerie dotée d'un hôpital. L'abbatiale servit d'écurie.

### La sécularisation
L'abbaye est sécularisée entre 1832 et 1834, et son Paedagogium devient une institution scolaire publique du royaume de Prusse. La chapelle des pèlerins au Mont des Oliviers est rasée en 1888, et le portail nord de l'abbatiale est abattu. L'abbatiale est dotée de grandes orgues en 1907 et le cloître fait l'objet d'importants travaux de réhabilitation de 1925 à 1926 statt. Enfin le Paedagogium fusionne en 1928 avec le lycée protestant de  Magdebourg (Domgymnasium). L'abbatiale devient en 1929 le temple officiel des vieux-luthériens de la ville, c'est-à-dire des protestants qui ne reconnaissent pas tous les termes de la Concorde de Wittenberg.
L'un des professeurs du Paedagogium, Christian Georg Kohlrausch (1851–1934, recruté en 1880 et retraité en 1913) est passé à la postérité comme le premier restaurateur d'une discipline sportive antique, le  lancer du disque auquel il initia d'abord ses écoliers : cette initiative est l'une des étapes qui mèneront à la résurrection des anciens Jeux Olympiques (1896). Simultanément, il fondait un club de football à Magdebourg, où il fut l'un des piliers de l'association sportive.

### À l'époque de la RDA

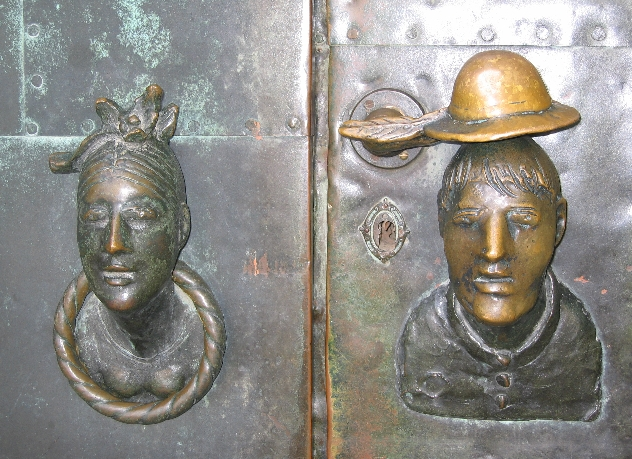
Heinrich Apel: heurtoir du portail de l'abbatiale Notre-Dame.

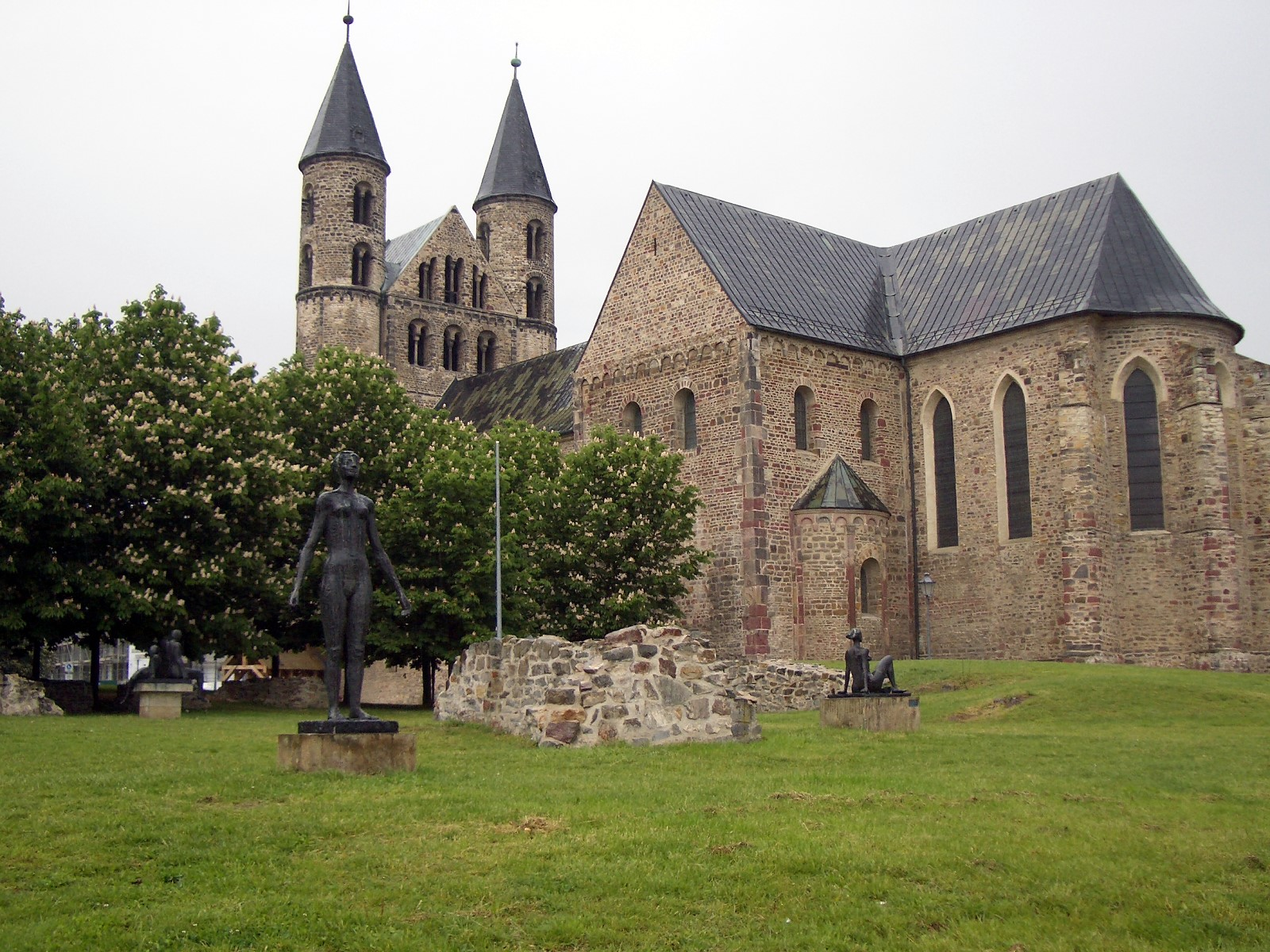
Exposition de statues.

Dans les derniers mois de la Seconde Guerre mondiale, des bombardements aériens détruisirent la moitié ouest de la clôture et notamment le chœur et la toiture de l'abbatiale. Le chœur fut entièrement reconstruit entre 1947 et 1949 et la tribune des grandes orgues fut abattue en 1948.
De 1950 à 1957, la congrégation des Vieux-luthériens continuait de se réunir dans la chapelle haute, mais c'en était fait de la vocation religieuse du domaine abbatial ; le nouveau régime entendait lui conférer une vocation plus généralement culturelle. La reconstruction de la moitié ouest du monastère commença en 1959, avec la démolition de la salle médiévale de l'aile nord. Le 1er janvier 1966, le domaine fut attribué à la ville de Magdebourg, qui put y organiser trois ans plus tard la première exposition de beaux-arts. Puis la bibliothèque du Paedagogium fut rasée en 1973, et Heinrich Apel (de) érigea le grand portail sculpté et le Musée des Arts plastiques ouvrit enfin ses portes le 1er octobre 1974. De nouveaux travaux de restauration vinrent agrandir le musée, mais le projet de reconstitution du réfectoire ne put aboutir (on lui substitua un vestiaire et un café).

### Depuis 1990
Après la réunification allemande, le portail du cloître a été doté d'une nouveau heurtoir en bronze, coulé par Werner Stötzer ; la crypte a été restaurée en 1994 et le cloître a été réparé en 1999 ; simultanément, les Prémontrés ont ouvert un nouvel établissement à Magdebourg, qui n'est à ce jour qu'un prieuré, antenne de l'abbaye d'Hamborn (de), et ne prétend à aucun lien avec l'ancienne abbaye.

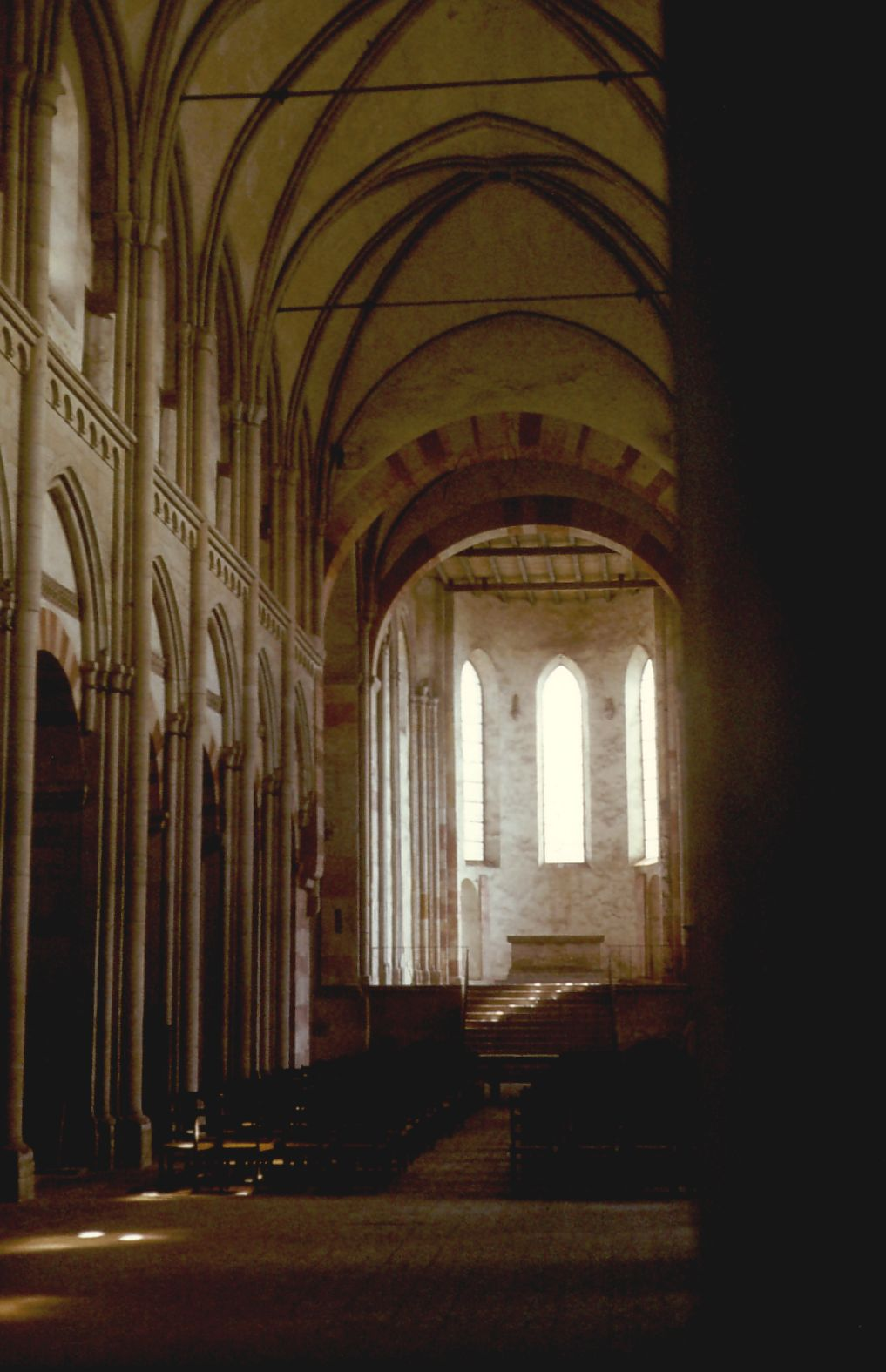
Nef de l'abbatiale Sainte-Marie (côté est) avant les travaux de restauration (août 1971)
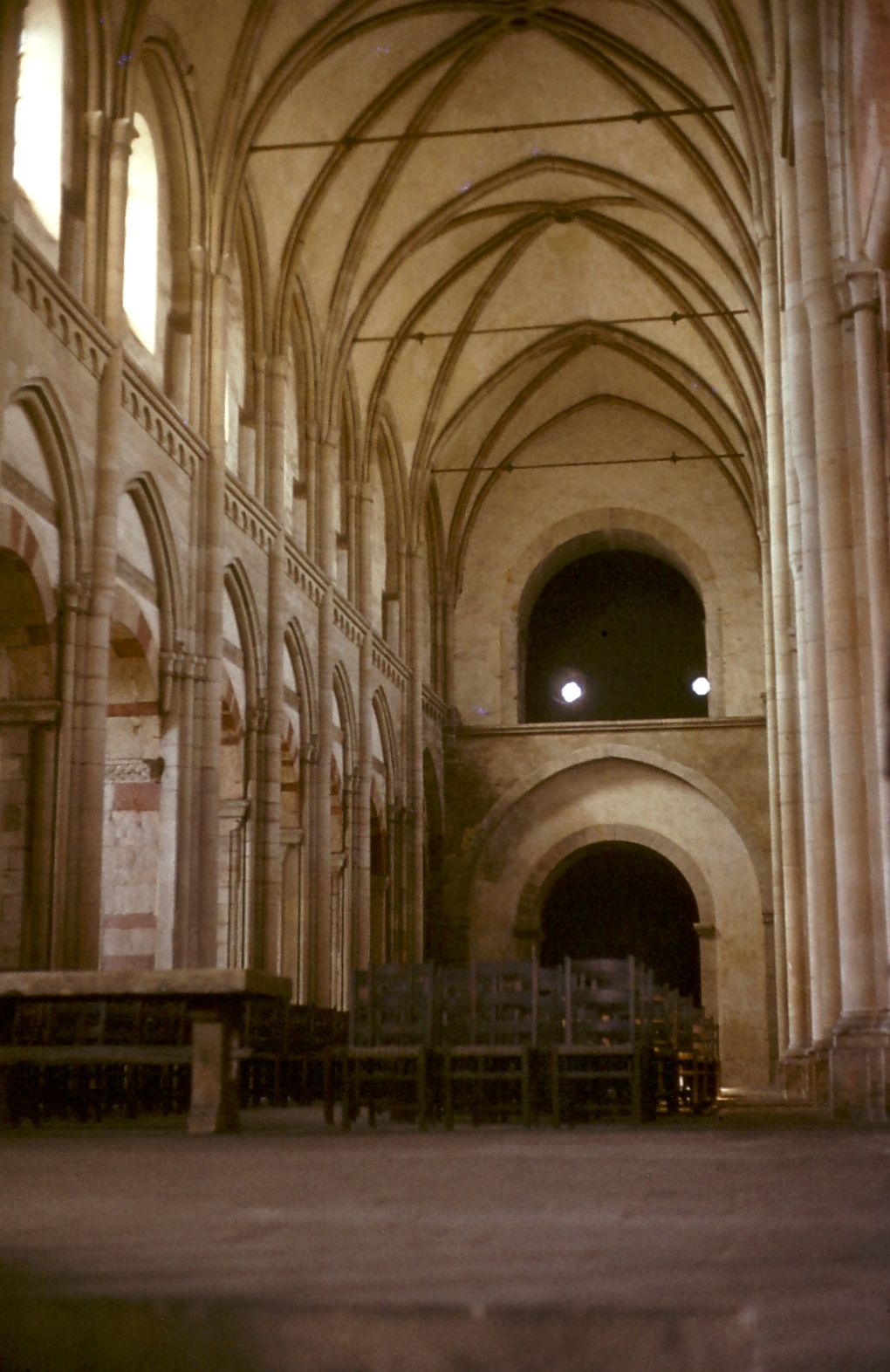
Nef de l'abbatiale Sainte-Marie (côté ouest) avant les travaux de restauration (août 1971)
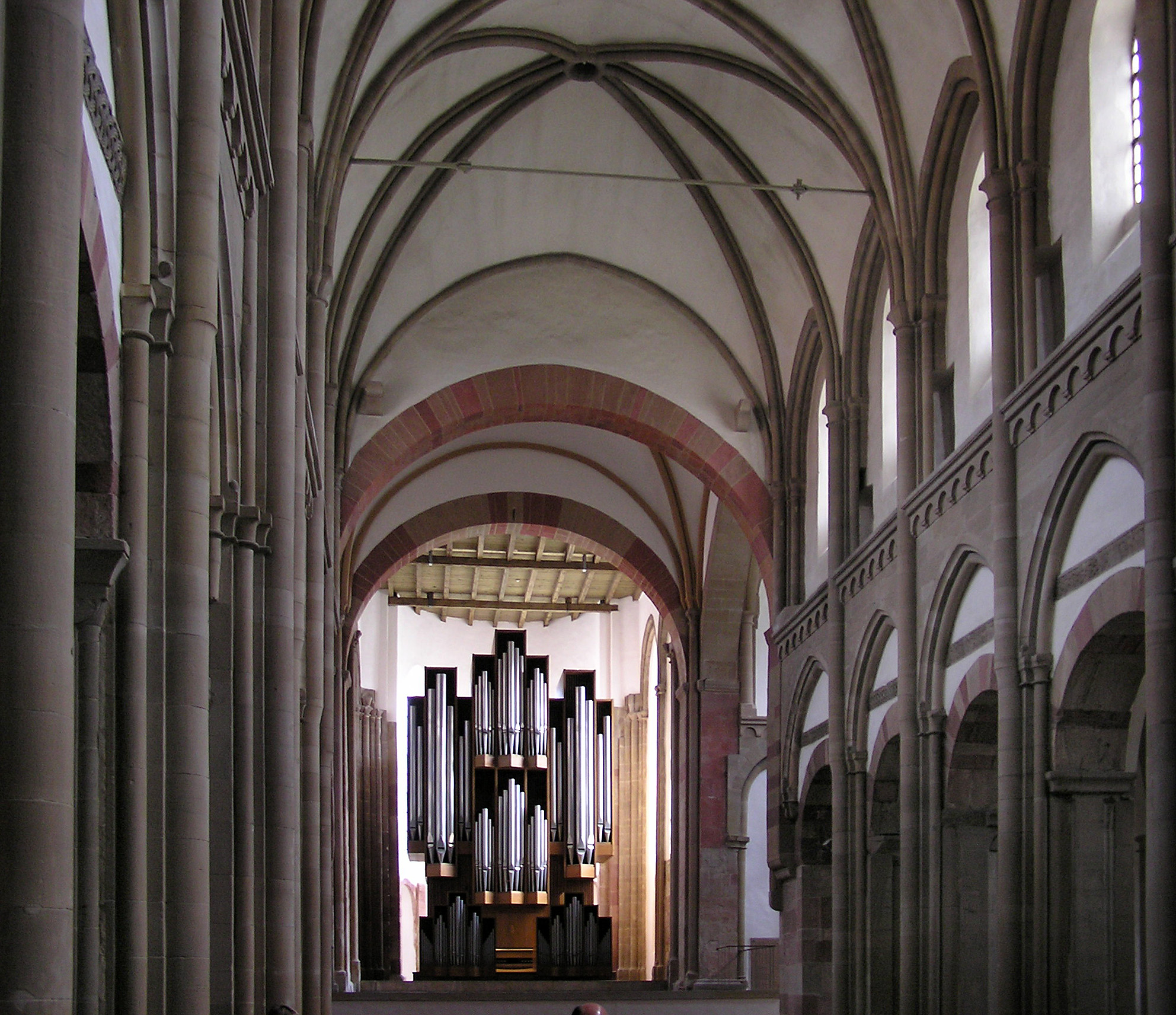
Nef côté est
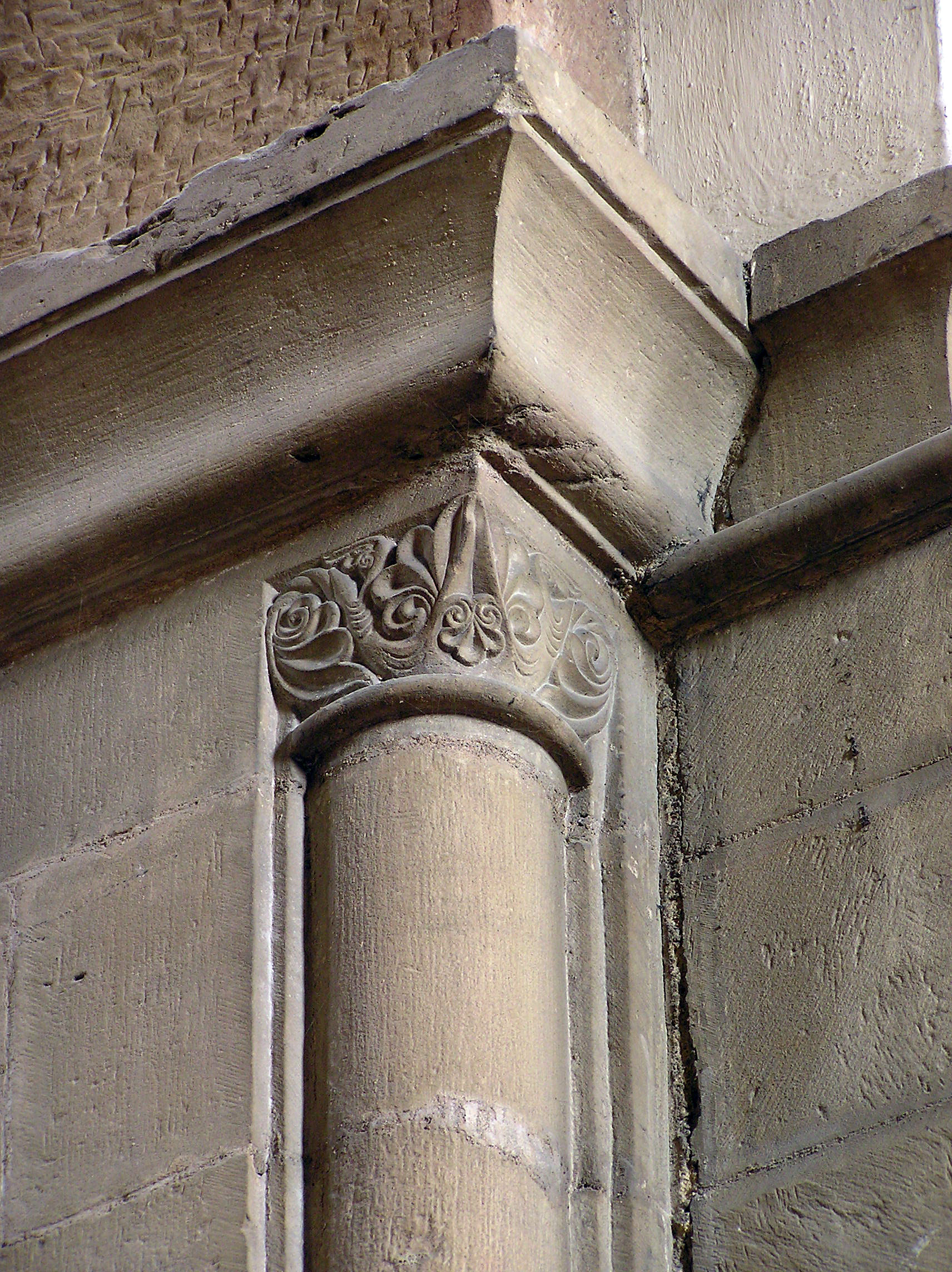
Console d'un pilier de la nef
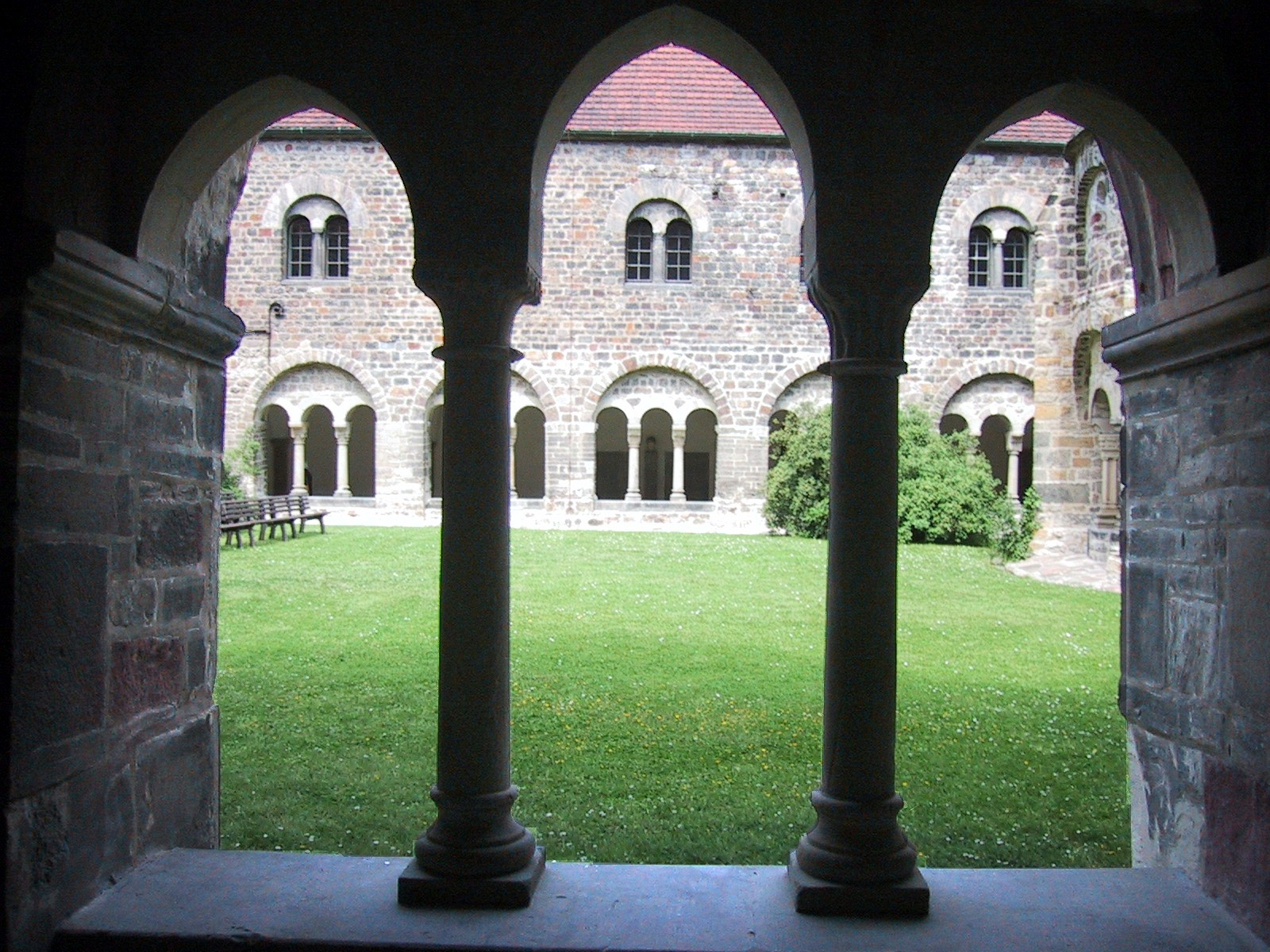
Les jardins du cloître
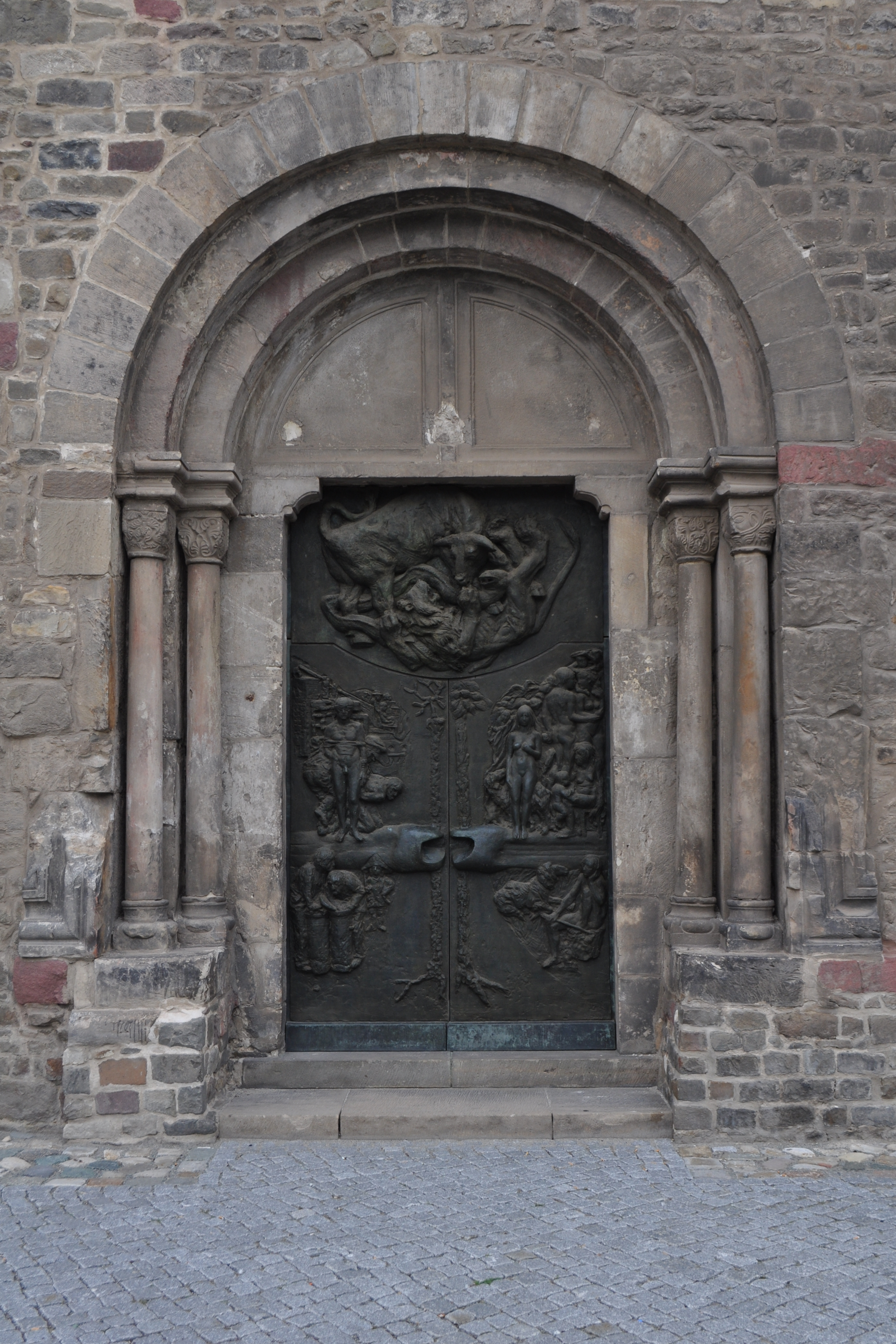
Chapiteau roman à l'Homme vert du portail sud (vers 1150) et bas-reliefs en bronze de Valdemar Grzimek (1972 et 1976)